# اس‌وی فانتوم
اس‌وی فانتوم (به انگلیسی: SV Fantome) یک کشتی بود. این کشتی در سال ۱۹۲۷ ساخته شد.